# Schoenus ericetorum
Schoenus ericetorum är en halvgräsart som beskrevs av Robert Brown. Schoenus ericetorum ingår i släktet axagssläktet, och familjen halvgräs. Inga underarter finns listade i Catalogue of Life.